# Logis du Portal
Le logis du Portal est situé sur la commune de Vars, en Charente, à une quinzaine de kilomètres au nord d'Angoulême. Il borde la Charente sur sa rive droite.

## Historique
En 1642, le Portal est mentionné comme censive relevant de la seigneurie de Vars. En 1684, Jean Laisné, écuyer, seigneur de la Trimouille, juge sénéchal du duché de La Rochefoucauld, demeure au Portal, et Jean-Louis Laisné, écuyer, seigneur du Portal, demeure aux Deffends, paroisse de Bunzac. La famille Laisné, ou Lainé, avait été anoblie en 1491,. En 1713, Jean Valteau, fermier judiciaire, dresse un inventaire du logis. En 1735, Jacques Laisné, chevalier, seigneur du Portal, meurt au Portal à l'âge de 80 ans et est inhumé dan l'église de Vars,.
Par la suite, le logis est acquis par la famille David qui prend le nom de David du Portal. Il change de main au XIXe siècle, car Pierre Valleteau fils en est propriétaire en 1843. Le logis actuel aurait réaménagé vers 1850, mais peut avoir été construit à la fin du XVIIIe siècle.
Il possède un portail remarquable, et devant la pression immobilière[réf. souhaitée], le 17 juillet 2006, les façades et toitures du logis, ainsi que son mur de clôture et son portail sont inscrits par arrêté au titre des monuments historiques,.

## Architecture
Le logis est au fond d'une cour carrée, entourée de communs. Il a une architecture rurale typique du XIXe siècle et des alentours. Il consiste en un corps de logis allongé avec porte centrale et couvert en tuiles creuses. Le jardin donne sur la Charente.
À l'intérieur, le petit salon a conservé ses boiseries et sa cheminée du XVIIIe siècle.
L'entrée est l'élément notable de la propriété, avec son portail et mur possédant deux tourelles carrées. Le portail date de la fin du XVIIIe siècle ou du début du XIXe siècle. Il est percé d'une porte cochère encadrée de deux portes piétonnes, avec pilastres ioniques décorés surmontés de pyramides et boules décoratives,. Il a été restauré dans les années 2000.
Le domaine, privé, ne se visite pas, mais offre un gîte et des chambres d'hôtes.

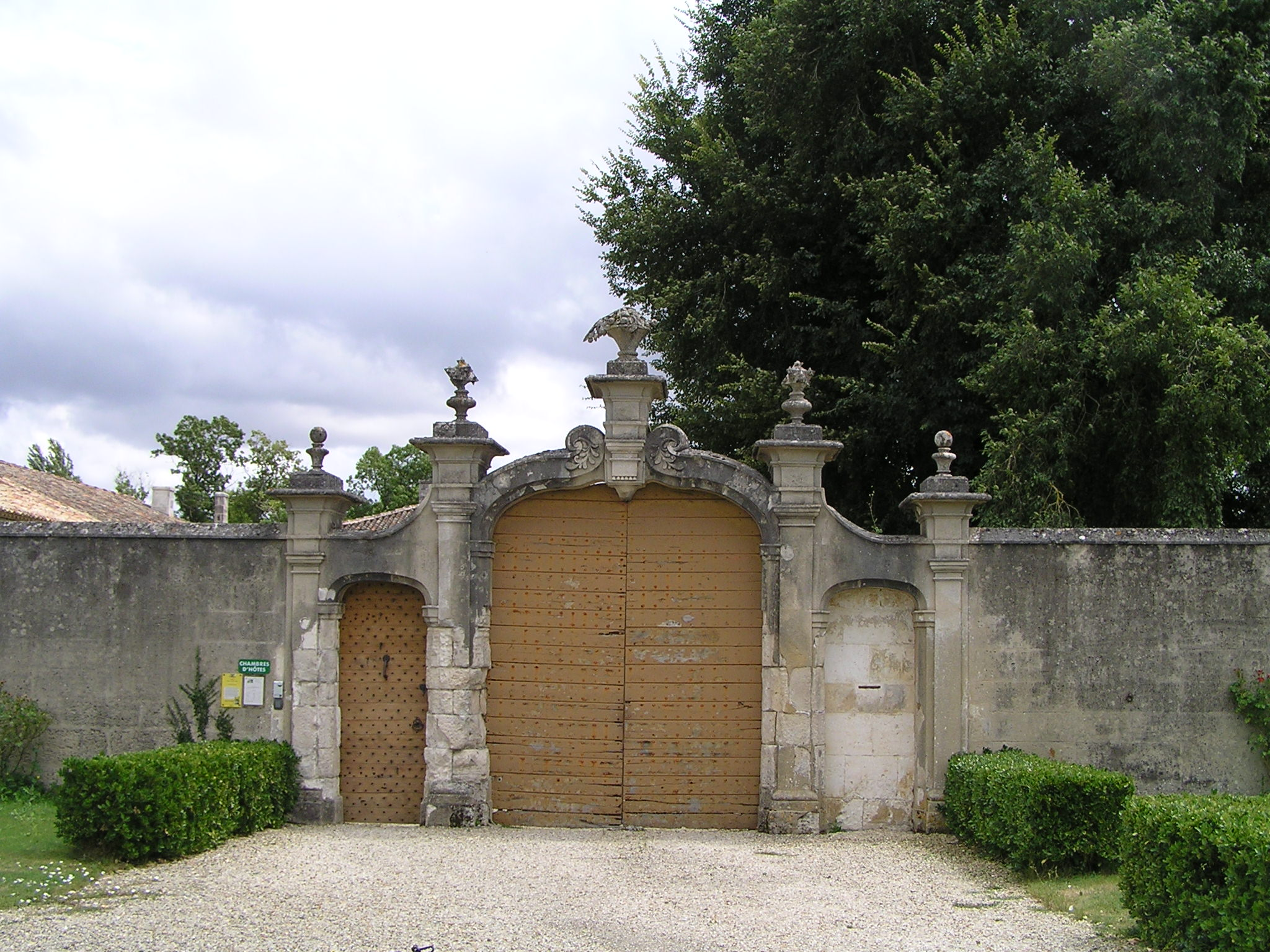
Détail du portail en 2008, avant restauration.
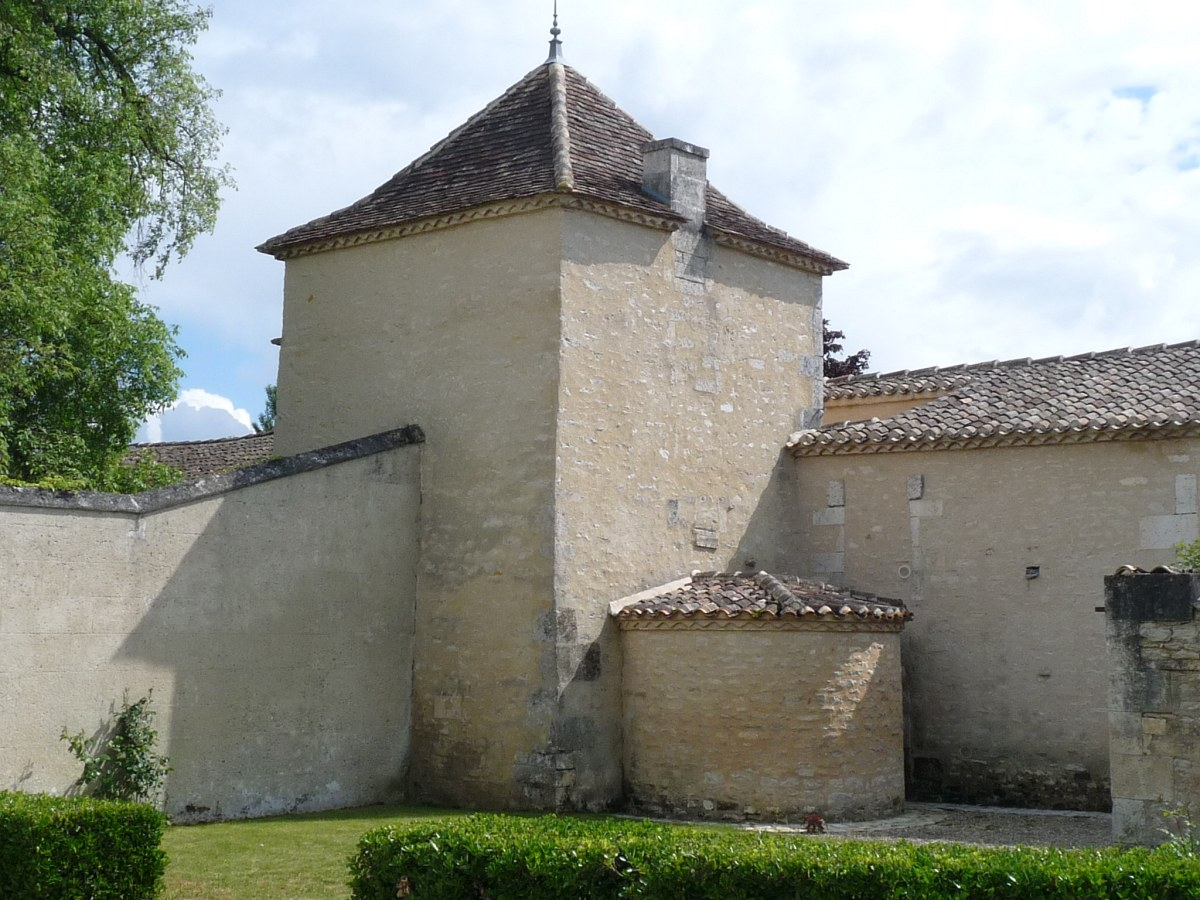
Tourelle sud de l'entrée.